# 提格利尼亞人
提格利尼亞人（Tägaru, Tɘgre）是一個以提格利尼亞語為語言的哈比沙民族團體。他們大部分生活在衣索比亞的提格雷地區。大多數是埃塞俄比亞正統台瓦西多教會的信徒，他們的總人數差不多占了衣索比亞這個國家的6.1%。提格利尼亞人有超過630萬的人居住在提格雷地區，這個比例相當於96.6%的提格利尼亞人在此生活。
在民族語言學的分類上，衣索比亞的提格利尼亞人（Tigrayans）與厄立特里亞的提格雷尼亚人（Tigrinya）息息相關，他們皆以提格利尼亞語作為他們的語言，而有些居住於非洲裔家庭的埃塞俄比亞猶太人也使用提格利尼亞語。但不要將他們與講提格雷語的提格雷人混淆，两者是不同的民族。

## 名稱
居住於衣索比亞的提格利尼亞人，他們在提格利尼亞語被稱為 Tägaru ，在阿姆哈拉語中則被稱做 Tɘgre。具有穆斯林信仰的提格利尼亞人則通常被稱做Jeberti。另外，由於以前知名的外國學者如布魯斯（James Bruce）和亨利（Henry Salt）曾經遊歷於紅海和特克澤河之間的高地，因此便依照他們對此地的認識，將居住於該區域的人稱為提格利尼亞人。

## 人口統計

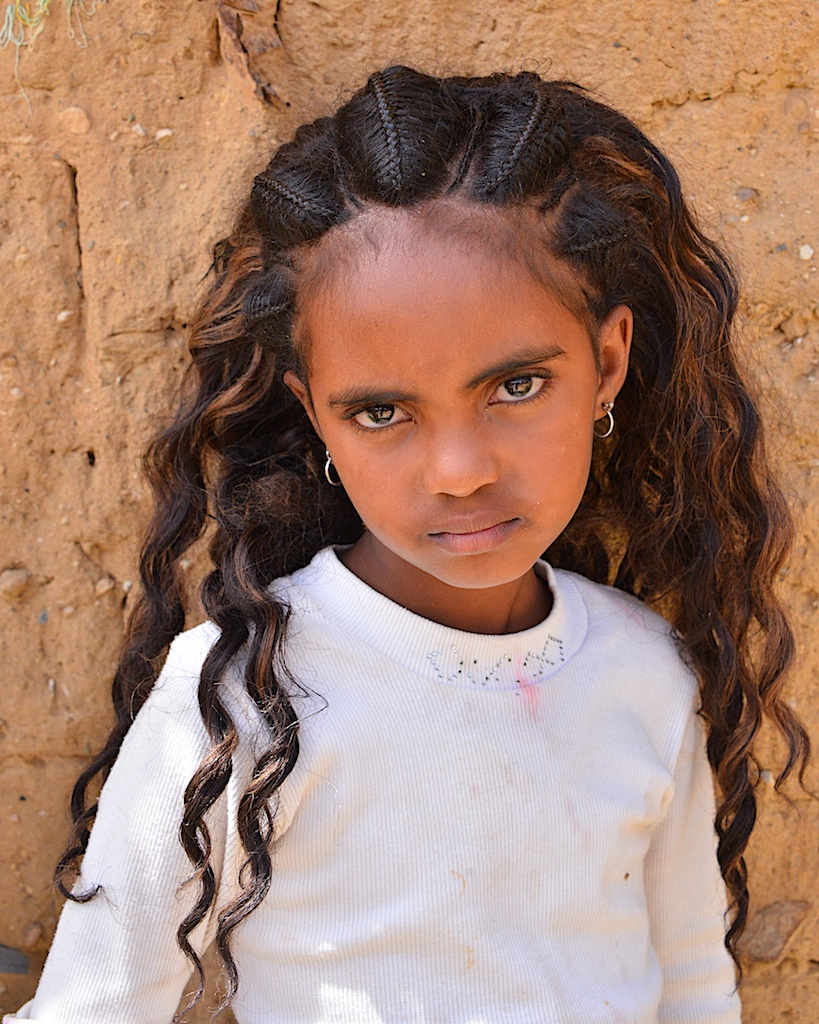
Adigrat的女孩

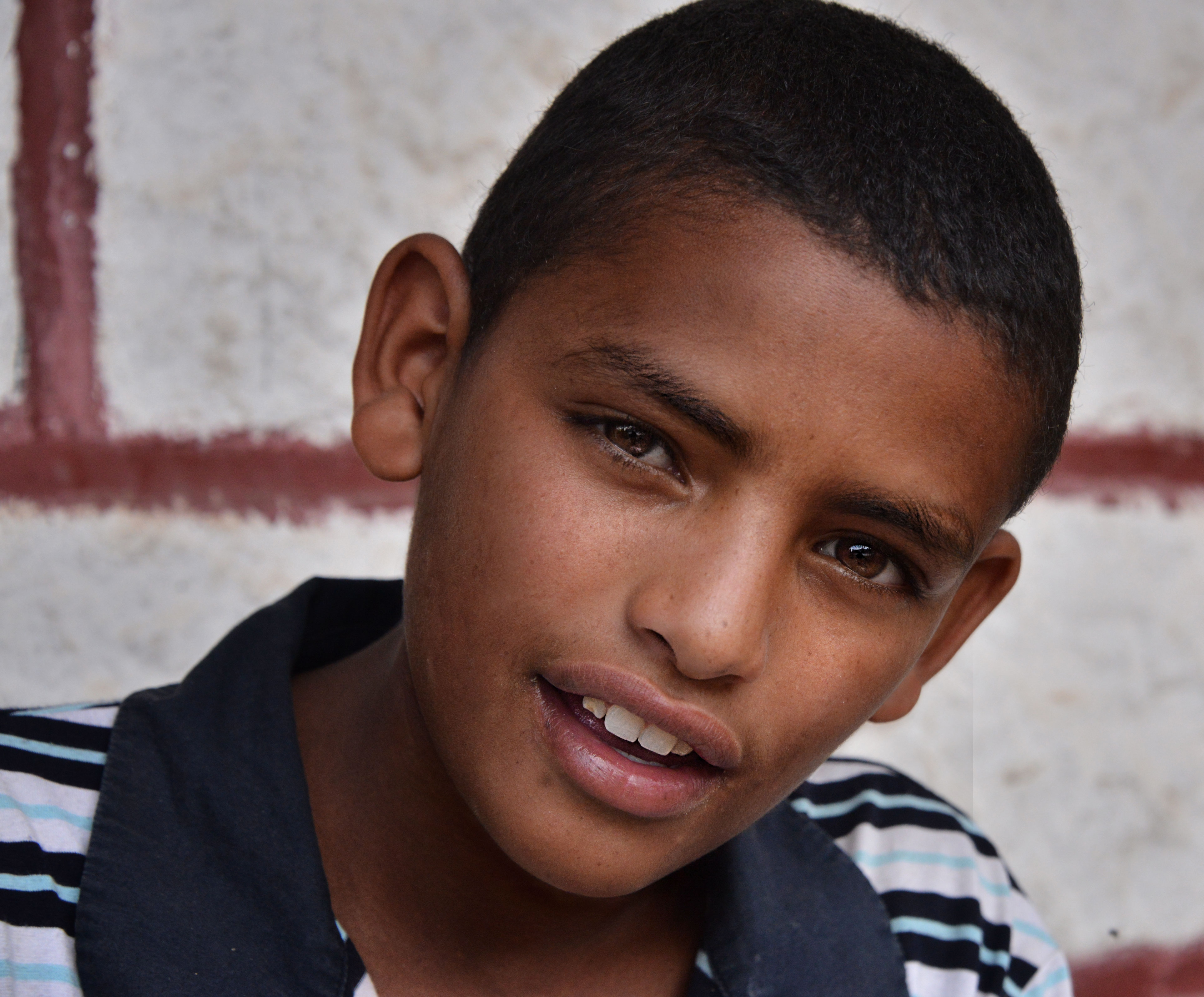
Adigrat的男孩

衣索比亞的提格利尼亞人（或稱之為 kilil族）來自提格萊州，就如同厄利垂亞的提格利尼亞人（Biher-Tigrinya），他們也同樣地是小型農民、同樣地主要居住於小型公共村莊。提格利尼亞人中，有差不多96%的人信奉基督教東方正統教會並且為埃塞俄比亞正統合一教會的成員，只有少數的人信仰伊斯蘭、天主教以及基督新教。
主要生活於衣索比亞的提格利尼亞人大部分居住在Mek'ele、Adwa、Axum、Adigrat和Shire等地。另外，也有相當比例的提格利尼亞人亦居住於衣索比亞的首都阿迪斯阿貝巴以及貢德爾這座城市。

## 歷史
根據語言學的證據（從公元前九世紀起的銘文中知道），提格利尼亞人是早期說闪米特语言的民族的後代，他們在該地區的定居年代可以追溯到至少公元前2000年。 根據衣索比亞的傳說，提格利尼亞貴族將他們的始祖追溯到他們傳奇的國王孟尼利克一世，他是希巴女王和所羅門王所生下的小孩。孟涅尼克一世是所羅門王國的第一個國王，管轄著整個衣索比亞王國，而這個王國結束於1974年海尔·塞拉西一世皇帝的下台。
第一次可能提到這個國家可以追溯到8到10世紀，而根據一份手稿叫做Cosmas Indicopleustes(fl. 6th century)中的文字記載，當中提到一個叫Tigretes的部落，到目前為止，這是被認為最早提及衣索比亞國的出處。

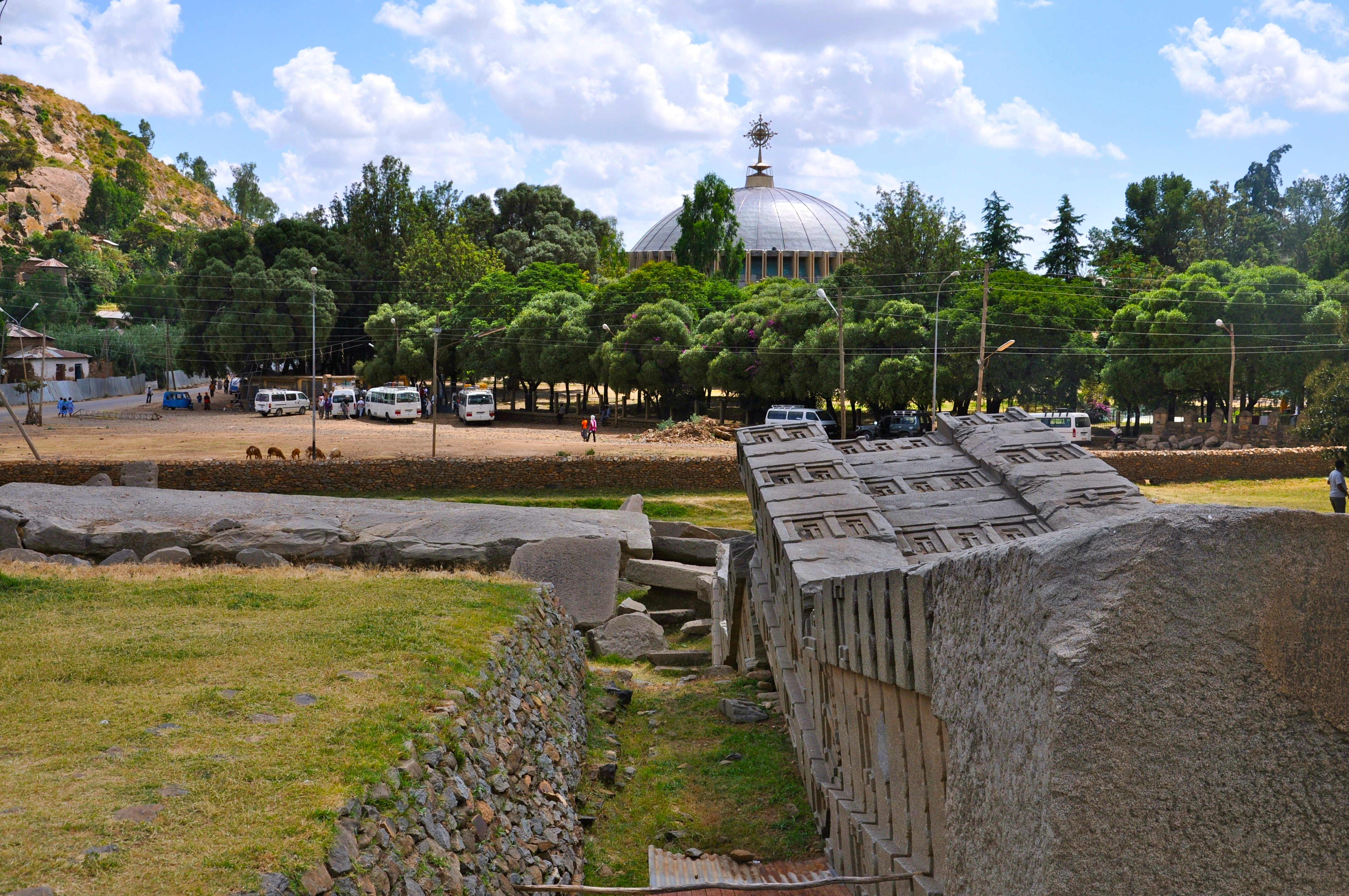
錫安聖母瑪利亞教會

另外，一份1660年的葡萄牙地圖更顯示了Medri Bahri包含了三個當今現代國家分類中的厄立特里亞的省以及一個衣索比亞目前國土中的一個區。
James Bruce曾在他的書提及：1805年，坐落於紅海和特克澤河的區域（也就是他們稱當地人為提格利尼亞人的地方）有著許多不同的部落，像是Enderta跟Antalow等比較有名的部落，而這些部落由於語言的共通性，因而導致部落間的統治性最根本是基於語言的因素。

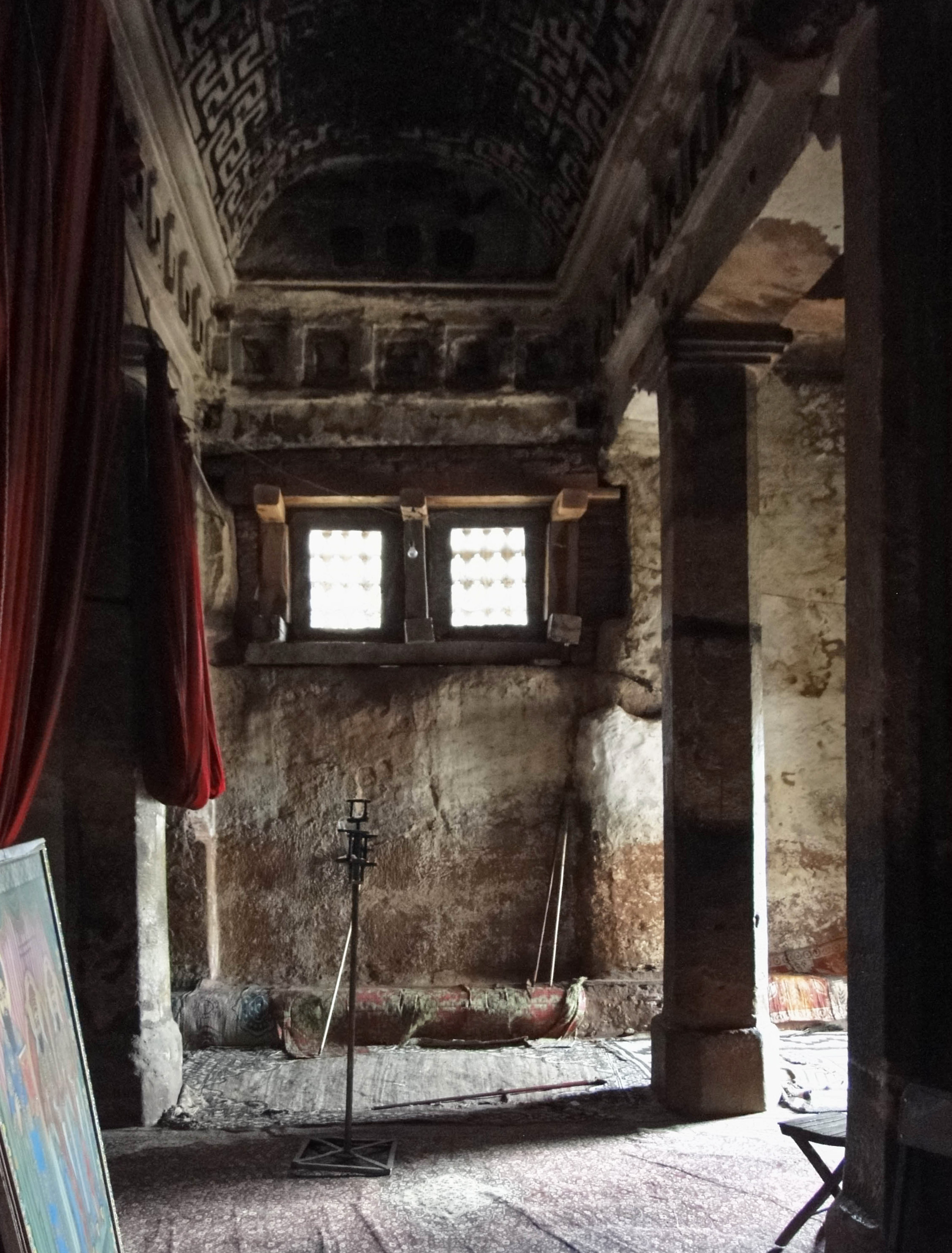
Abreha與Atsbeha的教堂

在19世紀初，Henry Salt將這個區域分成三個獨立的州，也就是說，目前厄立特里亞的分區依據其實也是依照James Bruce以及Henry Salt的方式來進行分類，這些人類學家的分類憑證其實都只有一個共同的因素，那就是利用語言的相同性。這三個地區分別為 Tigré、 Amhara以及Shoa。Henry認為Tigré是三者之中最為強大的，囿於該區域先天比較優異的自然環境、居民的態度及其海岸附近的強大優勢，使得所有進口到衣索比亞王國的麝香被Tigré這個地方的人們長期壟斷。 此外，Henry Salt更將Tigré區分成數個省，包含了Enderta、Agame、Wojjerat、Temben、Shiré和Baharanegash。 他還特別寫道Hamasien是Baharanegash得一個地名，它是Tigré最北邊也是最小的一個地區，Henry是如此寫道的：Bejas或稱作Bojas的人居住於Tigré的最北邊。 正當Henry正在阿比西尼亞旅行時，他發現了貢德爾，一個被Gugsa of Yejju所治理的區域，而Gugsa of Yejju是一個奧羅莫的指揮官，這段被指揮官統治的時間是從1798年開始、1825年所結束的；到目前為止，這個城市也是提格利尼亞人的主要居住地之一。

## 語言
提格利尼亞語是屬於亞非語系閃語族南閃語支伊索比亞分支北伊索比亞支系當中的一種語言。

## 文化

### 食物

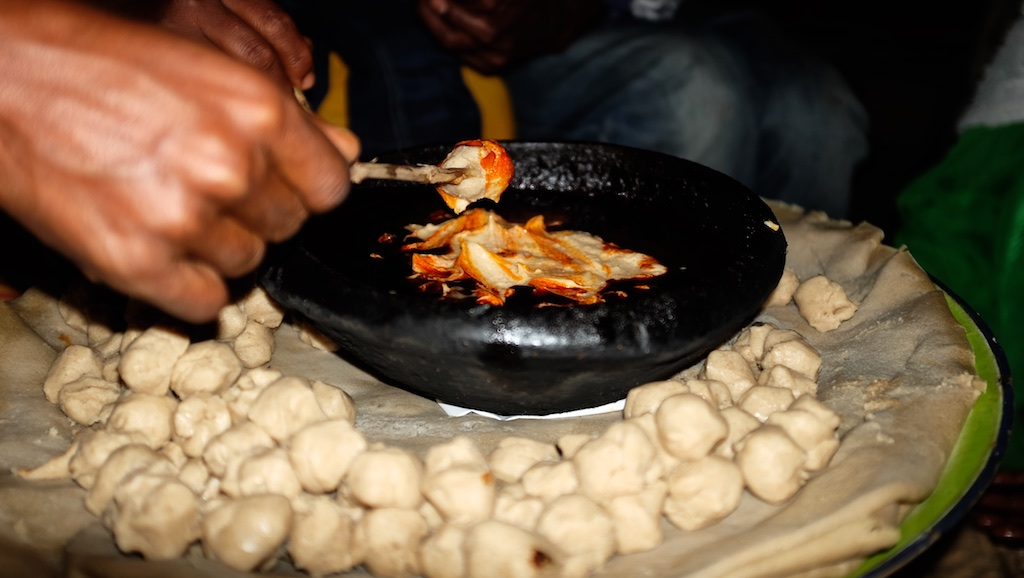
T'ihlo的餐點

提格利尼亞人的食物基本上包含了蔬菜和非常辣的肉，這種辣是由 tsebhi 所散發的， tsebhi是種濃燉的燉菜，並將墩菜放在一個大的酸麵團麵包，通常會在麵包的頂端劃開一刀，並置於頂端。它必須使用小火墩煮。 由於大多數的人信仰於Ethiopian Orthodox Church這個教會（和一些少數的穆斯林），因此豬肉不常被食用。
T'ihlo（ṭïḥlo）是一道源自於提格萊州的佳餚，以往只會出現於兩個省份，分別是東區跟南區，也就是說，這道美食以前很獨特，現在則是遍佈這附近的區域。它使用揉製成一定稠度的濕炙烤大麥粉，然後將麵團破碎成小球形狀，並佈置在一碗辛辣的燉肉上，之後用雙管叉的叉子用來將球刺入燉菜中。這道菜通常與mes（一種蜂蜜酒）一起食用。
做為一個普遍被當作早餐食用的 mäsob，是一個不論是家庭或是客人們皆會享用食物。這個食物不需使用餐具，只需以右手沾取麵糰來食用之。

## 著名的提格利尼亞人

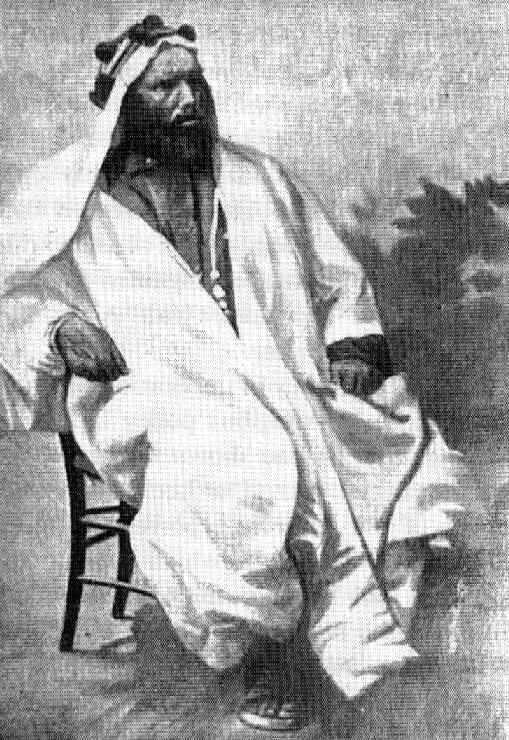
拉斯·阿鲁拉，阿杜瓦战役指挥官
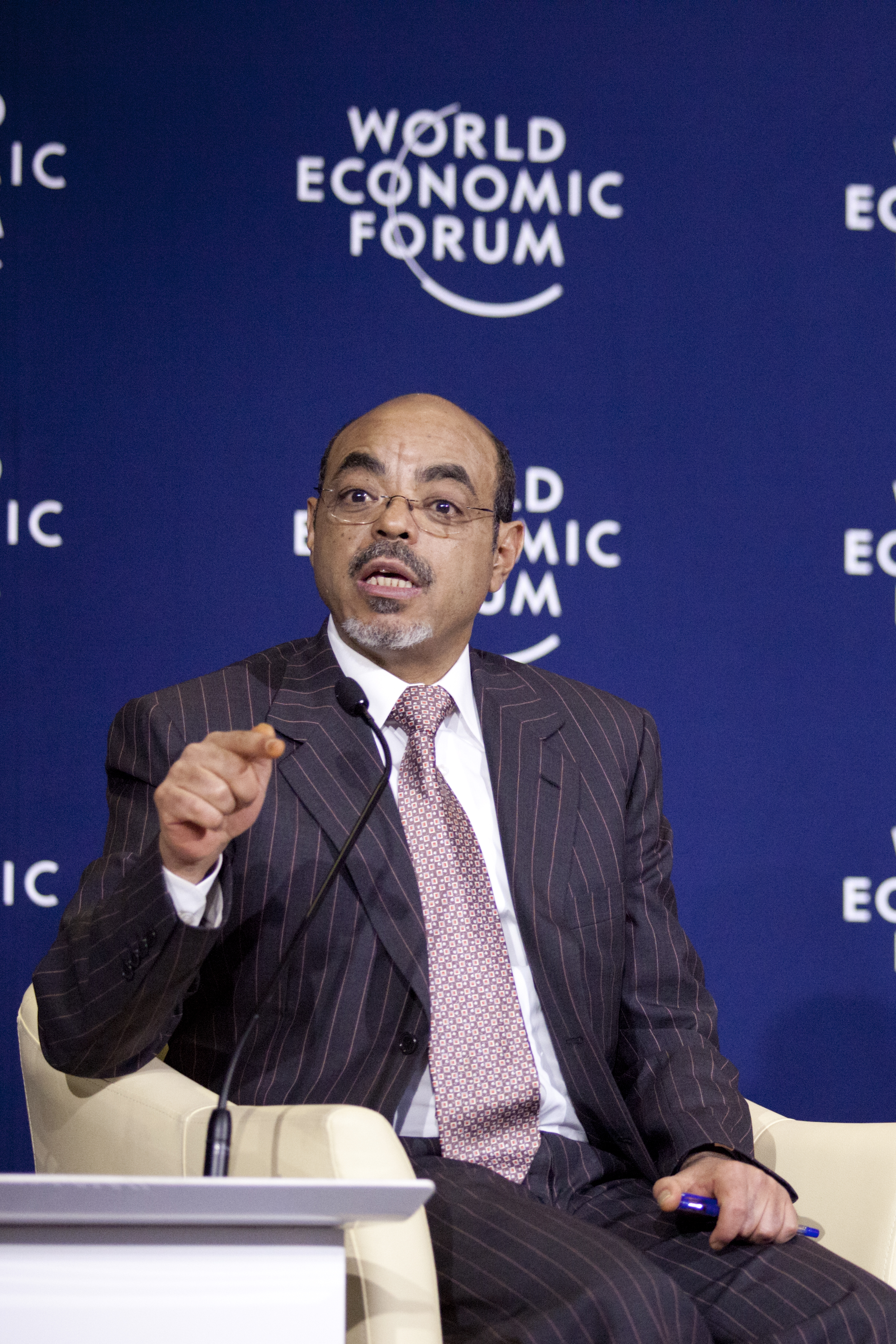
梅莱斯·泽纳维，前埃塞俄比亚总理、埃塞俄比亚霍查派领导人
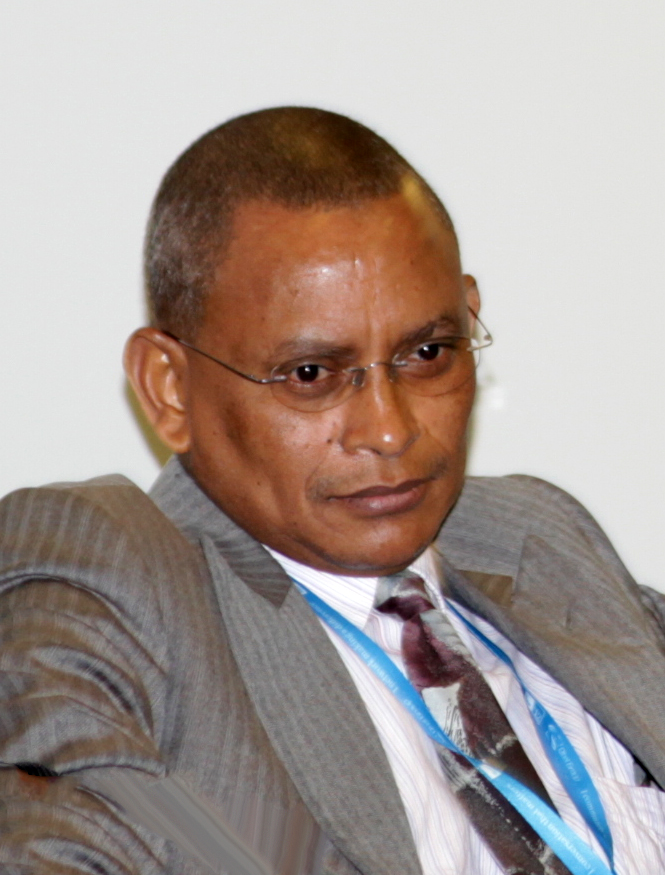
德布雷齐翁·格布雷迈克尔，现任提格雷州代理主席、提格雷人民解放阵线主席
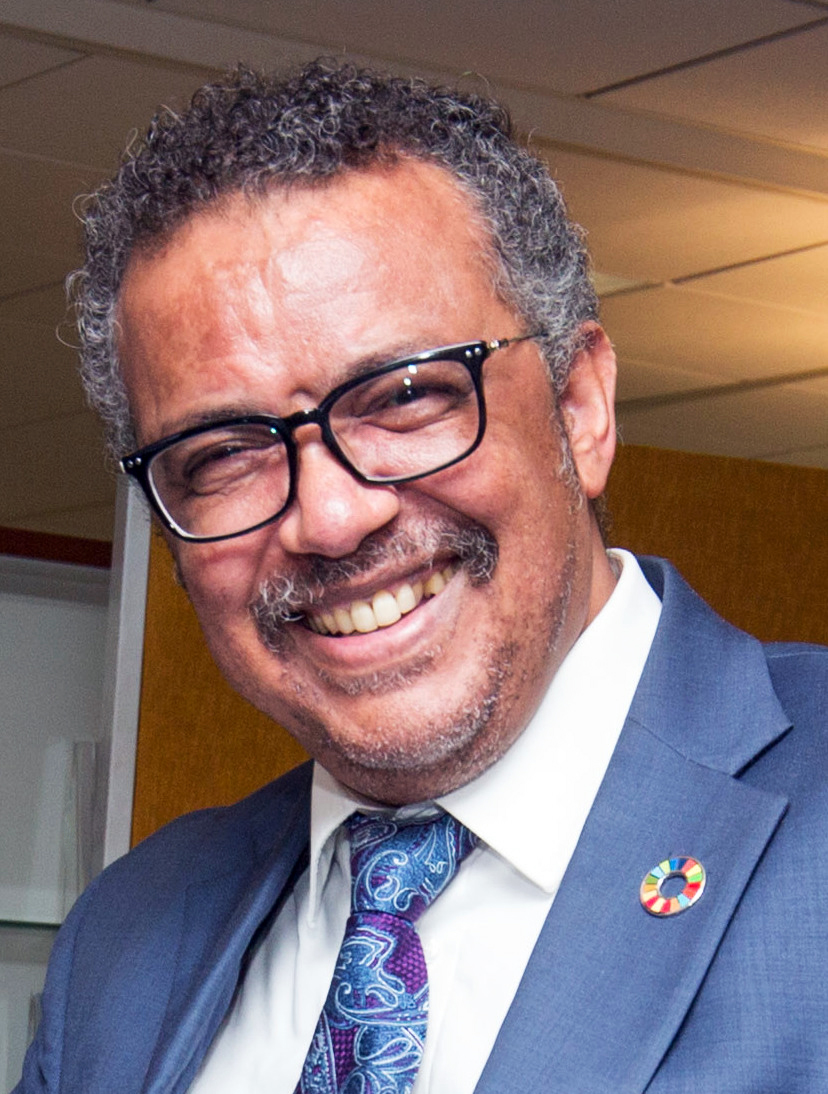
谭德塞，现任世界卫生组织总干事

- 梅莱斯·泽纳维 -衣索比亞前總理
- 约翰尼斯四世 -埃塞俄比亚皇帝
- Atse Baeda Maryam -衣索比亞貴族Mikael Sehul的小孩[25]
- Mikael Sehul -衣索比亞的貴族
- Wolde Selassie -衣索比亞的貴族
- Ras Alula -19世紀的衣索比亞的貴族
- Ras Hagos of Tembien -衣索比亞的貴族
- Ras Mengesha Yohannes -提格萊州的貴族
- Hayelom Araya -衣索比亞的將軍
- Miruts Yifter -衣索比亞的運動員
- Debretsion Gebremichael -衣索比亞的交通與資訊科技部長
- Abune Paulos -前任埃塞俄比亞正統合一教會的主教
- Abba Pantelewon -衣索比亞的聖人[26][27][28]
- Ewostatewos -衣索比亞的聖人
- Yared -為Ethiopian Orthodox Church創作聖歌的聖人[27][28][29][30]
- Saizana- 衣索比亞的聖人[27][28][31]
- Kaleb of Axum或稱作Saint Elesbaan -阿克蘇姆的國王以及衣索比亞的聖人[27][28][32]
- Zoskales -阿克蘇姆的國王[27][28][33]
- Endubis -阿克蘇姆的國王[27][28][34]
- Aphilas -阿克蘇姆的國王[27][28][35]
- Wazeba -阿克蘇姆的國王
- Ousanas或稱Ella Amida -阿克蘇姆的國王
- 埃扎納 -第一個接納基督信仰的阿克蘇姆國王[27][28][36]
- MHDYS -阿克蘇姆的國王[27][28][37]
- Ouazebas -阿克蘇姆的國王[27][28][38]
- Eon of Axum -阿克蘇姆的國王
- Ebana -阿克蘇姆的國王[27][28][39]
- Nezool - 阿克蘇姆的國王
- Gersem -阿克蘇姆的國王[27][28][40]
- Armah -阿克蘇姆的國王[27][28][41]
- Sahama或稱作Aṣḥama ibn Abjar -阿克蘇姆的國王，他以收留大量伊斯蘭教民知名。[27][28][42]
- 譚德塞：世界衛生組織总干事